# 日本海洋科学振興財団
公益財団法人日本海洋科学振興財団（にほんかいようかがくしんこうざいだん、Japan Marine Science Foundation）は、日本の公益財団法人である。東京都千代田区に本拠を置き、むつ市の日本原子力研究開発機構むつ事務所大湊施設構内に研究拠点を保有する。
1971年に日高孝次が設立した日高海洋科学振興財団を1995年に名称および寄付行為を一部変更し、成立した。「海洋科学及び技術（海洋に係る放射性物質及び放射線に関するものを含む。以下同じ。）の研究の振興を図るとともに、海洋科学及び技術に関する調査、研究等を行うことにより、我が国の海洋に関わる科学技術の発展に寄与することを目的」としている。
事業としては、日本海洋学会の論文賞、日高賞の副賞の提供等の褒章授与、海洋学の若手研究者への海外渡航費の援助、海洋の放射性物質などの研究受託、むつ科学技術館の運営受託等を行う。。